# Ervín (rybník)
Rybník Ervín je rybník o rozloze vodní plochy 2,26 ha nalézající se na okraji lesa v katastrálním území Lično u Milkovic v okrese Jičín. Rybník Ervín je pozůstatkem někdejší rozsáhlé rybniční soustavy nalézající se v okolí nynější samoty a dvora Milkovice. Rybník je zakreslen na mapovém listě č. 76 z 1. vojenského mapování z let 1764–1768. Hráz rybníka je přístupná z polní cesty vedoucí od Milkovického dvora.
Rybník je současnosti využíván pro chov ryb.

## Galerie

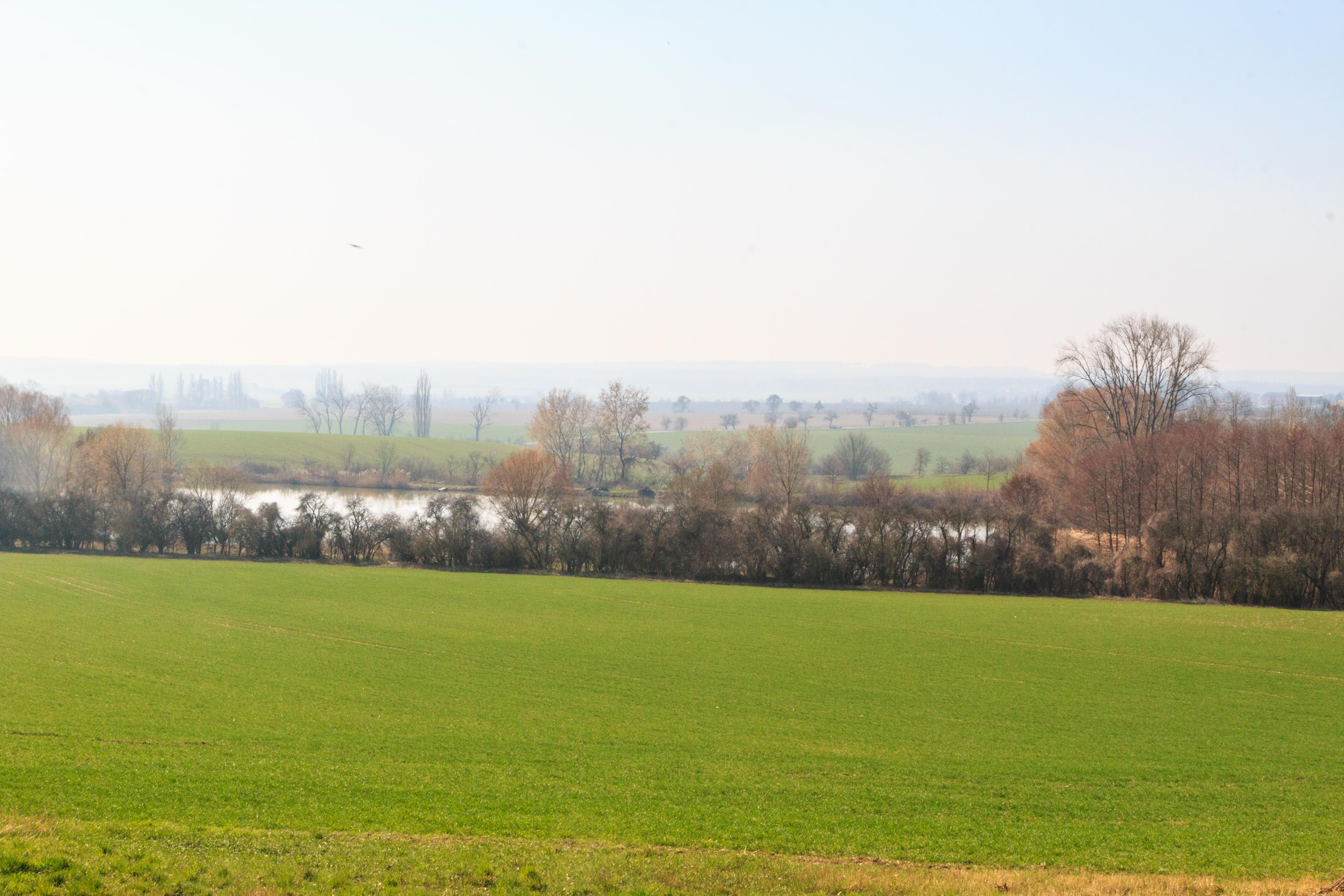
Rybník Ervín u Lična
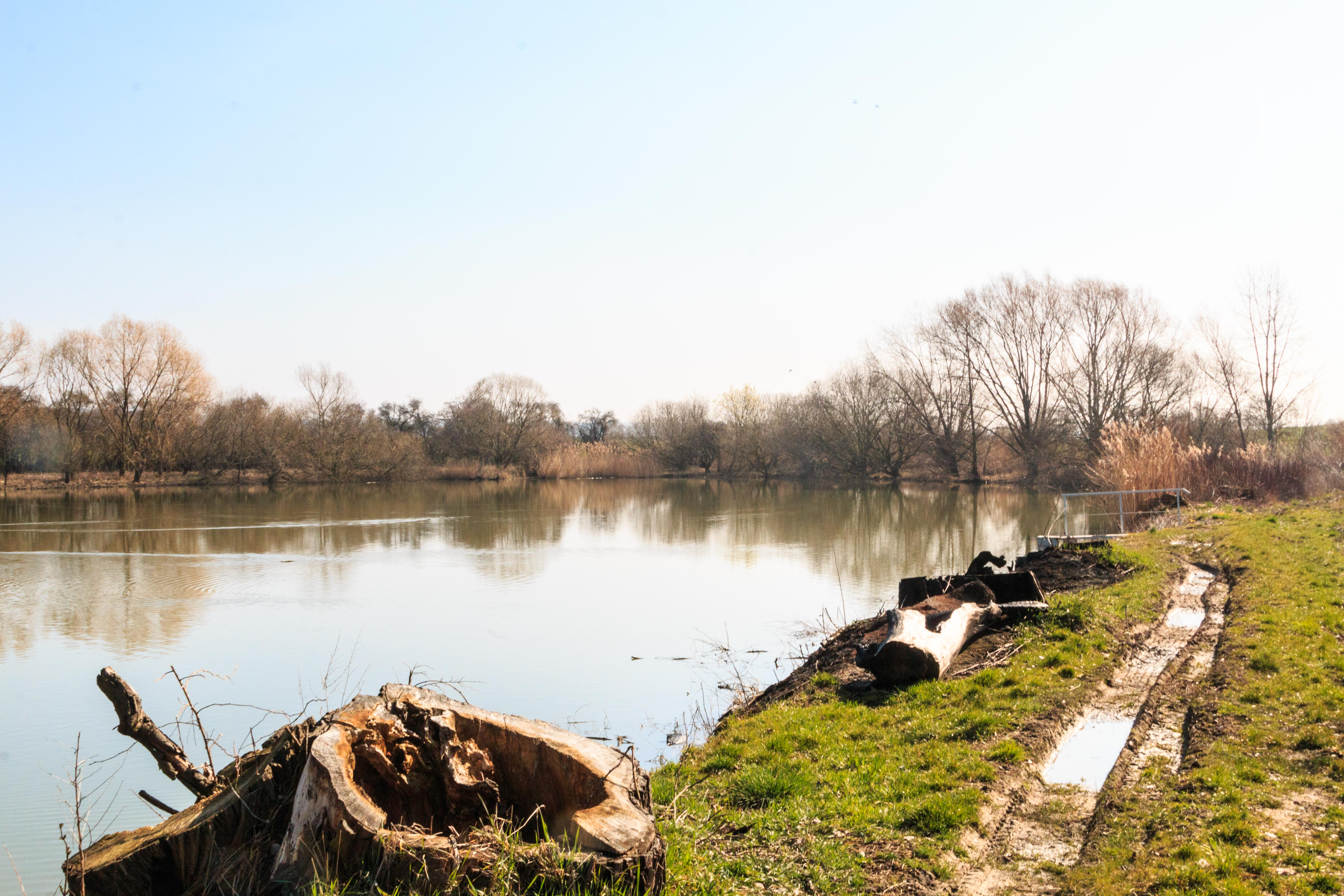
Rybník Ervín u Lična
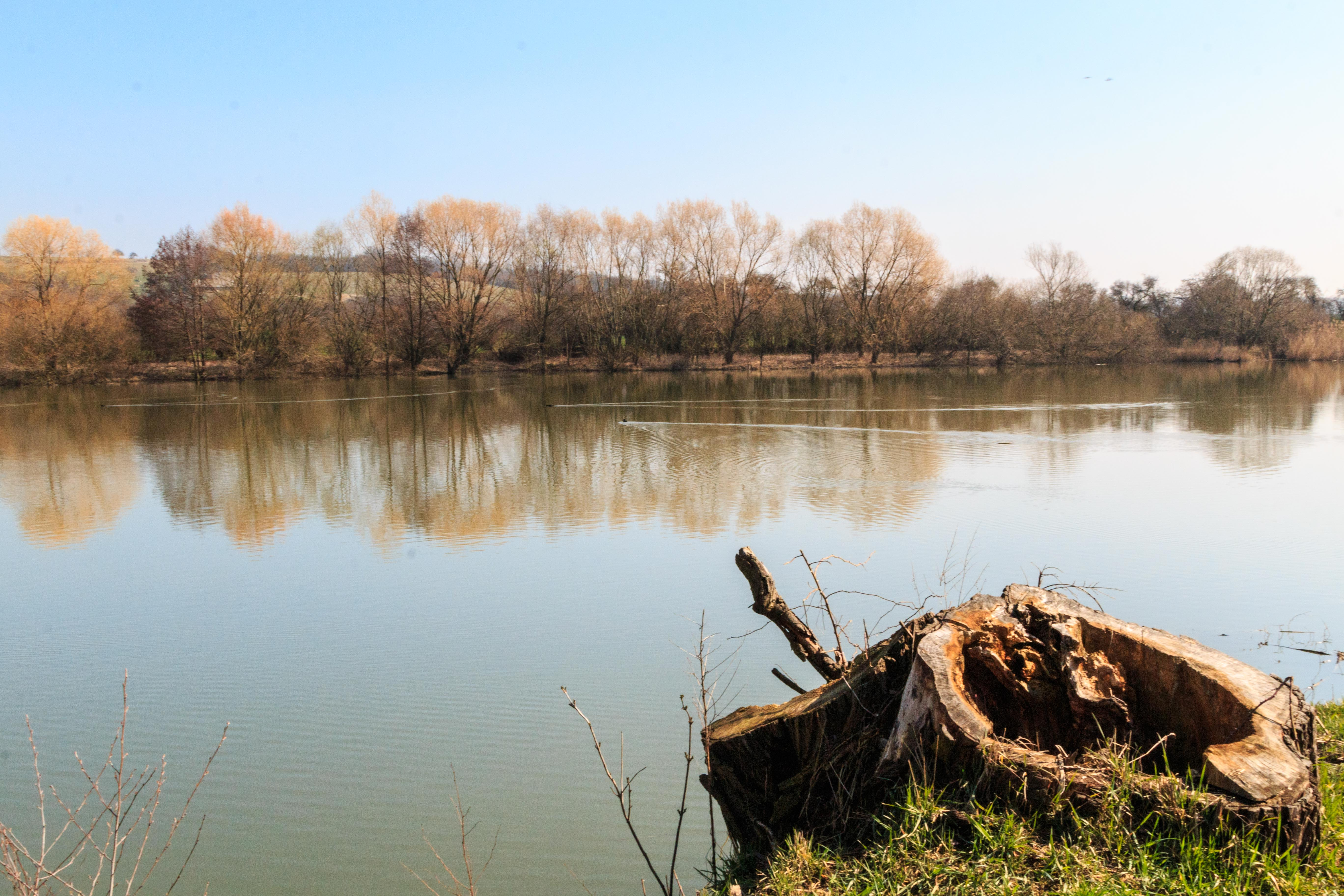
Rybník Ervín u Lična
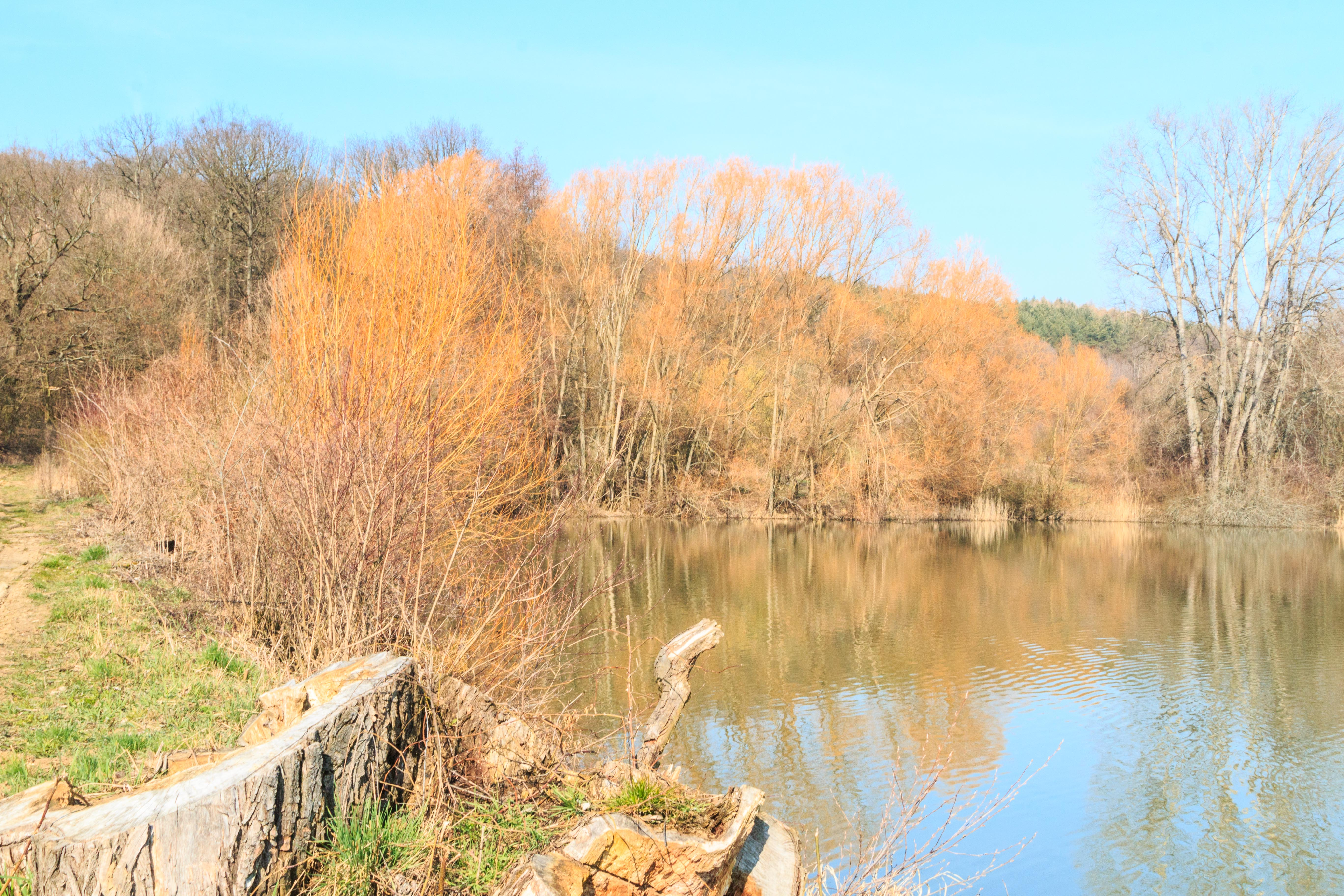
Rybník Ervín u Lična